# Punta Moteada
La punta Moteada (52°08′S 58°39′O / -52.133, -58.650) se encuentra en el sector este de la isla Soledad del archipiélago de las Malvinas. Administrativamente pertenece al departamento Islas del Atlántico Sur de la provincia de Tierra del Fuego, Antártida e Islas del Atlántico Sur.
Esta punta se ubica al sudoeste de la ensenada de Luisa, en el extremo austral de la punta Triste. Además se encuentra al oeste de la isla Moteada y al este de la isla Triste.